# Elecciones legislativas de Rumania de 1980
El 9 de marzo de 1980 se celebraron elecciones legislativas en la República Socialista de Rumania. El único partido que se presentó a las elecciones fue el Frente de Unidad Socialista y Democracia, dominado por el Partido Comunista Rumano e incluyendo otras organizaciones de masas. Ningún posible candidato podía postularse sin la autorización del partido.Como era de esperar, el Frente ganó los 369 escaños de la Gran Asamblea Nacional. Tras estas elecciones Nicolae Ceaușescu fue reelegido Presidente de la República Socialista de Rumanía sin oposición por los 369 miembros de la Gran Asamblea Nacional que actuaron como colegio electoral en las Elecciones presidenciales de Rumania de 1980, que fueron retrasadas un año para que  coincidieran después de las legislativas.

## Sistema electoral
Los candidatos fueron elegidos en circunscripciones uninominales, y debían recibir más del 50 % de los votos. Si ningún candidato superaba ese porcentaje, o si la participación electoral en la circunscripción era inferior al 50 %, se realizaban nuevas elecciones hasta que se cumplieran los requisitos. Los votantes tuvieron la posibilidad de votar en contra de los candidatos del Frente.

## Resultados
| Partido                                  | Votos      | %     | Escaños |
| ---------------------------------------- | ---------- | ----- | ------- |
| Frente de Unidad Socialista y Democracia | 15 398 443 | 98.52 | 369     |
| En contra                                | 230 611    | 1.48  | –       |
| Votos en blanco/nulos                    | 44         | –     | –       |
| Total                                    | 15 629 098 | 100   | 369     |
| Participación electoral                  | 15 631 351 | 99.99 | –       |
| Fuente: Nohlen & Stöver                  |            |       |         |